# Dualité de Serre
En géométrie algébrique, la dualité de Serre est une dualité pour la cohomologie cohérente de variétés algébriques, démontrée par Jean-Pierre Serre. La version originale s'applique aux fibrés vectoriels sur une variété projective lisse, mais Alexander Grothendieck la généralise largement. Sur une variété de dimension n, le théorème énonce l'isomorphisme d'un groupe de cohomologie {\displaystyle H^{i}} avec l'espace dual d'un autre, le {\displaystyle H^{n-i}}. La dualité de Serre est l'analogue pour la cohomologie cohérente de la dualité de Poincaré en topologie.
Le théorème de dualité de Serre est également vrai en géométrie complexe plus généralement, pour les variétés complexes compactes qui ne sont pas nécessairement des variétés algébriques complexes projectives. Dans ce cadre, le théorème de dualité de Serre est une application de la théorie de Hodge pour la cohomologie de Dolbeault, et peut être vu comme un corollaire dans la théorie des opérateurs elliptiques.
Ces deux interprétations différentes de la dualité de Serre coïncident pour les variétés algébriques complexes projectives non singulières, par une application du théorème de Dolbeault reliant la cohomologie des faisceaux à la cohomologie de Dolbeault.

## Dualité de Serre pour les fibrés vectoriels

### Théorème algébrique
Soit X une variété lisse de dimension n sur un corps k. On définit le fibré en droite canonique {\displaystyle K_{X}} des n-formes sur X, donné par :
{\displaystyle K_{X}=\Omega _{X}^{n}={\bigwedge }^{n}(T^{*}X).}
Supposons en plus que X soit propre (par exemple projectif) sur k. Alors la dualité de Serre s'énonce : soit E un fibré vectoriel algébrique sur X et un entier i, il existe un isomorphisme naturel
{\displaystyle H^{i}(X,E)\cong H^{n-i}(X,K_{X}\otimes E^{\ast })^{\ast }}
de k-espaces vectoriels de dimension finie. Ici {\displaystyle \otimes } désigne le produit tensoriel des fibrés vectoriels. Il s'ensuit que les dimensions des deux groupes de cohomologie sont égales :
{\displaystyle h^{i}(X,E)=h^{n-i}(X,K_{X}\otimes E^{\ast }).}
Comme dans la dualité de Poincaré, l'isomorphisme dans la dualité de Serre provient du cup-produit en cohomologie de faisceaux. Plus précisément, la composition du cup-produit avec une la trace sur {\displaystyle H^{n}(X,K_{X})} est un couplage parfait :
{\displaystyle H^{i}(X,E)\times H^{n-i}(X,K_{X}\otimes E^{\ast })\to H^{n}(X,K_{X})\to k.}
La trace est l'analogue en cohomologie cohérente de l'intégration en cohomologie de de Rham.

### Théorème en géométrie différentielle
Serre prouve le même énoncé de dualité pour X une variété complexe compacte et E un fibré vectoriel holomorphe. Ici, le théorème de dualité de Serre est une conséquence de la théorie de Hodge. Soit {\displaystyle X} une variété complexe compacte muni d'une métrique riemannienne, il existe un opérateur de Hodge
{\displaystyle \star :\Omega ^{p}(X)\to \Omega ^{2n-p}(X),}
où {\displaystyle \dim _{\mathbb {C} }X=n}. De plus, {\displaystyle X} est complexe donc les formes différentielles complexes se décomposent en formes de type {\displaystyle (p,q)}. L'opérateur de Hodge donne un opérateur
{\displaystyle \star :\Omega ^{p,q}(X)\to \Omega ^{n-q,n-p}(X).}
Il existe une conjugaison sur les formes différentielles complexes qui échange les formes de type {\displaystyle (p,q)} et {\displaystyle (q,p)}. On définit l'opérateur étoile de Hodge linéaire conjugué par {\displaystyle {\bar {\star }}\omega =\star {\bar {\omega }}} de sorte que
{\displaystyle {\bar {\star }}:\Omega ^{p,q}(X)\to \Omega ^{n-p,n-q}(X).}
En utilisant l'opérateur conjugué de Hodge, on peut définir un produit scalaire hermitien sur les formes différentielles complexes, par
{\displaystyle \langle \alpha ,\beta \rangle _{L^{2}}=\int _{X}\alpha \wedge {\bar {\star }}\beta ,}
où {\displaystyle \alpha \wedge {\bar {\star }}\beta } est maintenant une {\displaystyle (n,n)}-forme, et en particulier une {\displaystyle 2n}-forme complexe. Elle peut donc être intégrée sur {\displaystyle X} par rapport à son orientation canonique. Soit {\displaystyle (E,h)} un fibré vectoriel holomorphe hermitien. Alors la métrique hermitienne {\displaystyle h} donne un isomorphisme linéaire conjugué {\displaystyle E\cong E^{*}} entre {\displaystyle E} et son fibré dual, noté {\displaystyle \tau :E\to E^{*}}. Posons {\displaystyle {\bar {\star }}_{E}(\omega \otimes s)={\bar {\star }}\omega \otimes \tau (s)}. On obtient un isomorphisme
{\displaystyle {\bar {\star }}_{E}:\Omega ^{p,q}(X,E)\to \Omega ^{n-p,n-q}(X,E^{*})}
où {\displaystyle \Omega ^{p,q}(X,E)=\Omega ^{p,q}(X)\otimes \Gamma (E)} est l'ensemble des formes différentielles complexes à valeurs dans {\displaystyle E}. On peut donc définir un produit scalaire hermitien sur les {\displaystyle E}-formes par
{\displaystyle \langle \alpha ,\beta \rangle _{L^{2}}=\int _{X}\alpha \wedge _{h}{\bar {\star }}_{E}\beta ,}
où {\displaystyle \wedge _{h}} est défini à l'aide du produit extérieur de formes différentielles et en utilisant le couplage entre {\displaystyle E} et {\displaystyle E^{*}} donné par {\displaystyle h}.
Le théorème de Hodge pour la cohomologie de Dolbeault affirme que si nous définissons
{\displaystyle \Delta _{{\bar {\partial }}_{E}}={\bar {\partial }}_{E}^{*}{\bar {\partial }}_{E}+{\bar {\partial }}_{E}{\bar {\partial }}_{E}^{*}}
où {\displaystyle {\bar {\partial }}_{E}} est l'opérateur de Dolbeault de {\displaystyle E} et {\displaystyle {\bar {\partial }}_{E}^{*}} est son adjoint formel par rapport au produit scalaire, alors
{\displaystyle H^{p,q}(X,E)\cong {\mathcal {H}}_{\Delta _{{\bar {\partial }}_{E}}}^{p,q}(X)}
où à gauche figure la cohomologie de Dolbeault, et à droite l'espace vectoriel des formes différentielles harmoniques définies par
{\displaystyle {\mathcal {H}}_{\Delta _{{\bar {\partial }}_{E}}}^{p,q}(X)=\{\alpha \in \Omega ^{p,q}(X,E)\mid \Delta _{{\bar {\partial }}_{E}}(\alpha )=0\}.}
En utilisant cette description, le théorème de dualité de Serre peut être énoncé comme suit : l'isomorphisme {\displaystyle {\bar {\star }}_{E}} induit un isomorphisme linéaire complexe
{\displaystyle H^{p,q}(X,E)\cong H^{n-p,n-q}(X,E^{*})^{*}.}
Donnons une démonstration de cette dualité. Soit {\displaystyle [\alpha ]} une classe de cohomologie dans {\displaystyle H^{p,q}(X,E)} avec un représentant harmonique unique {\displaystyle \alpha \in {\mathcal {H}}_{\Delta _{{\bar {\partial }}_{E}}}^{p,q}(X)}, alors
{\displaystyle (\alpha ,{\bar {\star }}_{E}\alpha )=\langle \alpha ,\alpha \rangle _{L^{2}}\geq 0}
avec égalité si et seulement si {\displaystyle \alpha =0} . En particulier, le couplage linéaire complexe
{\displaystyle (\alpha ,\beta )=\int _{X}\alpha \wedge _{h}\beta }
entre {\displaystyle {\mathcal {H}}_{\Delta _{{\bar {\partial }}_{E}}}^{p,q}(X)} et {\displaystyle {\mathcal {H}}_{\Delta _{{\bar {\partial }}_{E^{*}}}}^{n-p,n-q}(X)} est non-dégénéré, et induit l'isomorphisme dans le théorème de dualité de Serre.
L'énoncé de la dualité de Serre dans le cadre algébrique peut être retrouvé en prenant {\displaystyle p=0}, et en appliquant le théorème de Dolbeault, qui démontre que
{\displaystyle H^{p,q}(X,E)\cong H^{q}(X,{\boldsymbol {\Omega }}^{p}\otimes E)}
où {\displaystyle {\boldsymbol {\Omega }}^{p}} désigne le faisceau des {\displaystyle (p,0)}-formes holomorphes. En particulier, on obtient
{\displaystyle H^{q}(X,E)\cong H^{0,q}(X,E)\cong H^{n,n-q}(X,E^{*})^{*}\cong H^{n-q}(X,K_{X}\otimes E^{*})^{*}}
où nous avons utilisé que le faisceau des {\displaystyle (n,0)}-formes holomorphe est le fibré canonique de {\displaystyle X}.

## Courbes algébriques
Une application fondamentale de la dualité de Serre concerne les courbes algébriques. (Sur les nombres complexes, il est équivalent de considérer des surfaces de Riemann compactes.) Pour un fibré en droites L sur une courbe projective lisse X sur un corps k, les seuls groupes de cohomologie éventuellement non nuls sont {\displaystyle H^{0}(X,L)} et {\displaystyle H^{1}(X,L)}. La dualité de Serre décrit le {\displaystyle H^{1}} en termes du {\displaystyle H^{0}} (pour un fibré en droites différent). Cela permet une description plus explicite, puisque le {\displaystyle H^{0}} d'un fibré en droites est simplement son espace de sections.
La dualité de Serre est particulièrement pertinente pour le théorème de Riemann–Roch pour les courbes. Pour un fibré en droites L de degré d sur une courbe X de genre g, le théorème de Riemann-Roch s'énonce
{\displaystyle h^{0}(X,L)-h^{1}(X,L)=d-g+1.}
En utilisant la dualité de Serre, cela équivaut à :
{\displaystyle h^{0}(X,L)-h^{0}(X,K_{X}\otimes L^{*})=d-g+1.}
Cette dernière égalité (exprimée en termes de diviseurs) est la version originale du théorème de Riemann—Roch énoncé au XIXe siècle. C'est le principal outil utilisé pour analyser comment une courbe donnée peut être plongée dans l'espace projectif et donc pour classer les courbes algébriques.
Exemple : chaque section globale d'un fibré en droites de degré négatif est nulle. De plus, le degré du fibré canonique est {\displaystyle 2g-2}. Par conséquent, Riemann–Roch implique que pour un fibré en droites L de degré {\displaystyle d>2g-2}, {\displaystyle h^{0}(X,L)} est égal à {\displaystyle d-g+1}. Lorsque le genre g est au moins égal à 2, il résulte de la dualité de Serre que {\displaystyle h^{1}(X,TX)=h^{0}(X,K_{X}^{\otimes 2})=3g-3}. Ici {\displaystyle H^{1}(X,TX)} est l'espace de déformation du premier ordre de X. On en déduit que l'espace de modules des courbes de genre g a pour dimension {\displaystyle 3g-3}.

## Dualité de Serre pour les faisceaux cohérents
Une formulation plus générale de la dualité de Serre vaut pour tous faisceaux cohérents, et pas seulement pour les fibrés vectoriels. Comme première étape dans la généralisation de la dualité de Serre, Grothendieck a montré que cette version fonctionne pour les schémas avec des singularités contrôlées, les schémas de Cohen-Macaulay, et pas seulement pour les schémas lisses.
Plus précisément, si X est un schéma de Cohen-Macaulay de dimension pure n sur un corps k, Grothendieck a défini un faisceau cohérent {\displaystyle \omega _{X}} sur X appelé le faisceau dualisant. (Certains auteurs appellent ce faisceau {\displaystyle K_{X}}.) Supposons en plus que X soit propre sur k. Pour un faisceau cohérent E sur X et un entier i, la dualité de Serre dit qu'il existe un isomorphisme naturel
{\displaystyle \operatorname {Ext} _{X}^{i}(E,\omega _{X})\cong H^{n-i}(X,E)^{*}}
de k-espaces vectoriels de dimension finie. Ici le groupe Ext est pris dans la catégorie abélienne des {\displaystyle O_{X}}-modules. Quand E est un fibré vectoriel, {\displaystyle \operatorname {Ext} _{X}^{i}(E,\omega _{X})} est isomorphe à {\displaystyle H^{i}(X,E^{*}\otimes \omega _{X})}.
Pour utiliser ce résultat, il faut déterminer explicitement le faisceau dualisant, au moins dans des cas particuliers. Lorsque X est lisse sur k, {\displaystyle \omega _{X}} est le fibré en droites canonique {\displaystyle K_{X}} défini ci-dessus. Plus généralement, si X est un sous-schéma de Cohen–Macaulay de codimension r dans un schéma lisse Y sur k, alors le faisceau dualisant peut être décrit comme un faisceau Ext : 
{\displaystyle \omega _{X}\cong {\mathcal {Ext}}_{O_{Y}}^{r}(O_{X},K_{Y}).}

### Complexe de modules des variétés de Calabi–Yau
En particulier, on peut calculer le nombre de déformations complexes, égal à {\displaystyle \dim(H^{1}(X,TX))} pour une variété de Calabi-Yau, en utilisant la dualité de Serre. Puisque la propriété Calabi–Yau assure {\displaystyle K_{X}\cong {\mathcal {O}}_{X}}, la dualité de Serre nous montre que {\displaystyle H^{1}(X,TX)\cong H^{2}(X,{\mathcal {O}}_{X}\otimes \Omega _{X})\cong H^{2}(X,\Omega _{X})}. Le nombre de complexe de modules est égal à {\displaystyle h^{2,1}} dans le diamant de Hodge. La dernière affirmation dépend du théorème de Bogomolev-Tian-Todorov qui stipule que toute déformation d'une variété de Calabi-Yau n'est pas obstruée.

## Dualité de Grothendieck
La théorie de Grothendieck de la dualité cohérente est une large généralisation de la dualité de Serre, utilisant le langage des catégories dérivées. Pour tout schéma X de type fini sur un corps k, il existe un objet {\displaystyle \omega _{X}^{\bullet }} de la catégorie dérivée bornée des faisceaux cohérents sur X, {\displaystyle D_{\operatorname {coh} }^{b}(X)}, appelé complexe dualisant de X sur k. Lorsque X est Cohen–Macaulay de dimension pure n, {\displaystyle \omega _{X}^{\bullet }} est {\displaystyle \omega _{X}[n]} ; c'est-à-dire qu'il s'agit du faisceau dualisant décrit ci-dessus, considéré comme un complexe de degré (cohomologique) −n . En particulier, lorsque X est lisse sur k, {\displaystyle \omega _{X}^{\bullet }} est le fibré canonique placé en degré −n.
En utilisant le complexe dualisant, la dualité de Serre se généralise à tout schéma propre X sur k : il existe un isomorphisme naturel de k-espaces vectoriels de dimension finie
{\displaystyle \operatorname {Hom} _{X}(E,\omega _{X}^{\bullet })\cong \operatorname {Hom} _{X}(O_{X},E)^{*}}
pour tout objet E dans {\displaystyle D_{\operatorname {coh} }^{b}(X)}.
La dualité de Serre vaut plus généralement pour les espaces algébriques propres sur un corps.

## Remarques
1. ↑  Huybrechts (2005), exercise 3.2.3.
2. ↑  Serre (1955); Huybrechts (2005), Proposition 4.1.15.
3. ↑  La dualité de Serre pour les courbes est de démonstration légèrement plus simple. Une preuve est donnée dans Tate (1968).
4. ↑  Hartshorne (1977), Theorem III.7.6.
5. ↑  Hartshorne (1977), proof of Proposition III.7.5; Stacks Project, Tag 0A9X (lire en ligne).
6. ↑  Hartshorne (1966), Corollary VII.3.4(c); Stacks Project, Tag 0B6I (lire en ligne); Stacks Project, Tag 0B6S (lire en ligne).
7. ↑  Stacks Project, Tag 0E58 (lire en ligne).